# Varronia striata
Varronia striata är en strävbladig växtart som först beskrevs av Fres., och fick sitt nu gällande namn av A. Borhidi. Varronia striata ingår i släktet Varronia och familjen strävbladiga växter. Inga underarter finns listade i Catalogue of Life.